# Sanmenia zhengi
Sanmenia zhengi là một loài nhện trong họ Thomisidae.
Loài này thuộc chi Sanmenia. Sanmenia zhengi được Hirotsugu Ono & Da-xiang Song miêu tả năm 1986.

## Hình ảnh

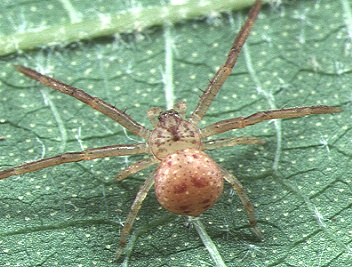